# Großer Bauhof

Die Lage des Großen Bauhofs, rot markiert

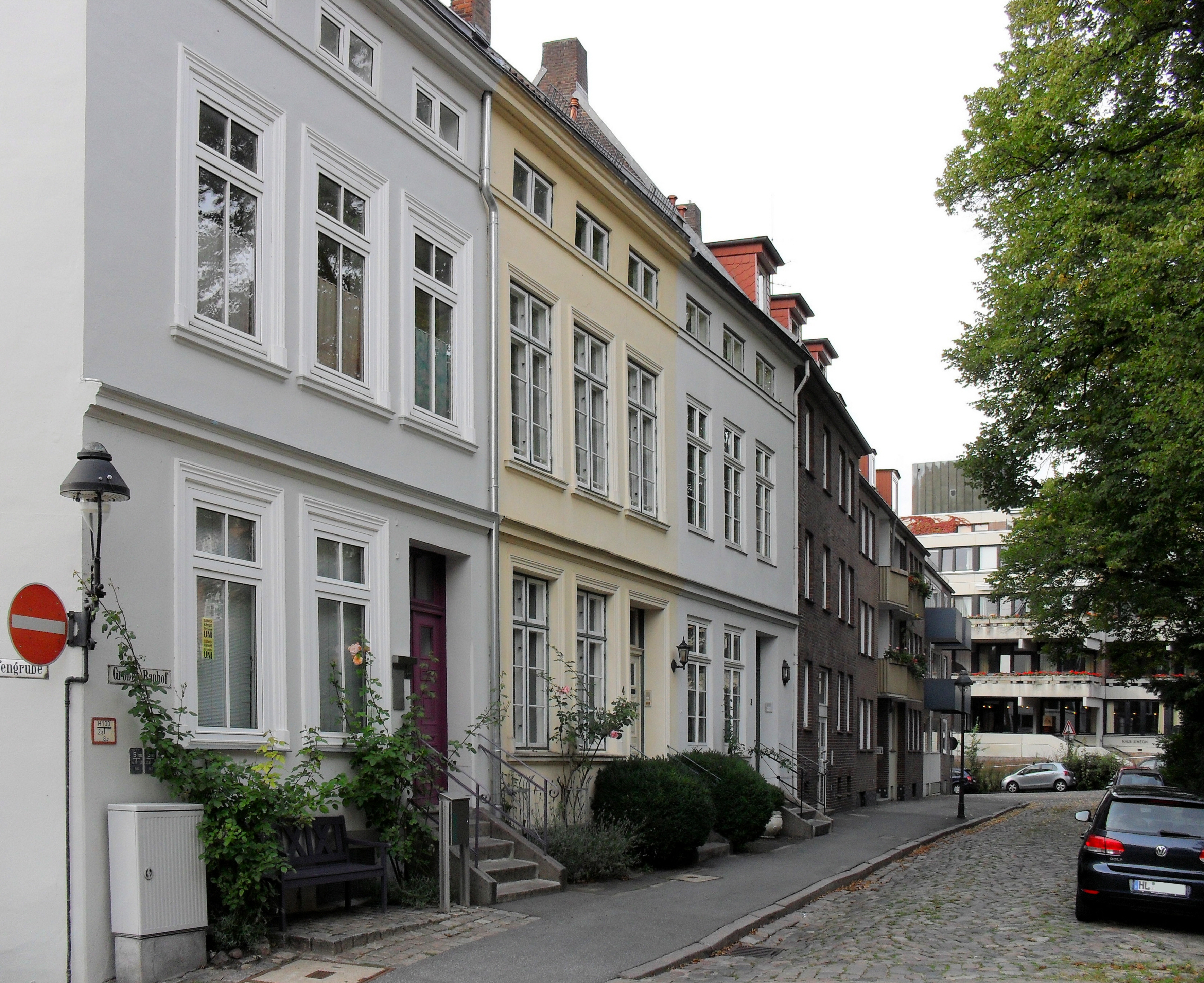
Der Große Bauhof, Westseite mit den verbliebenen historischen Wohnhäusern

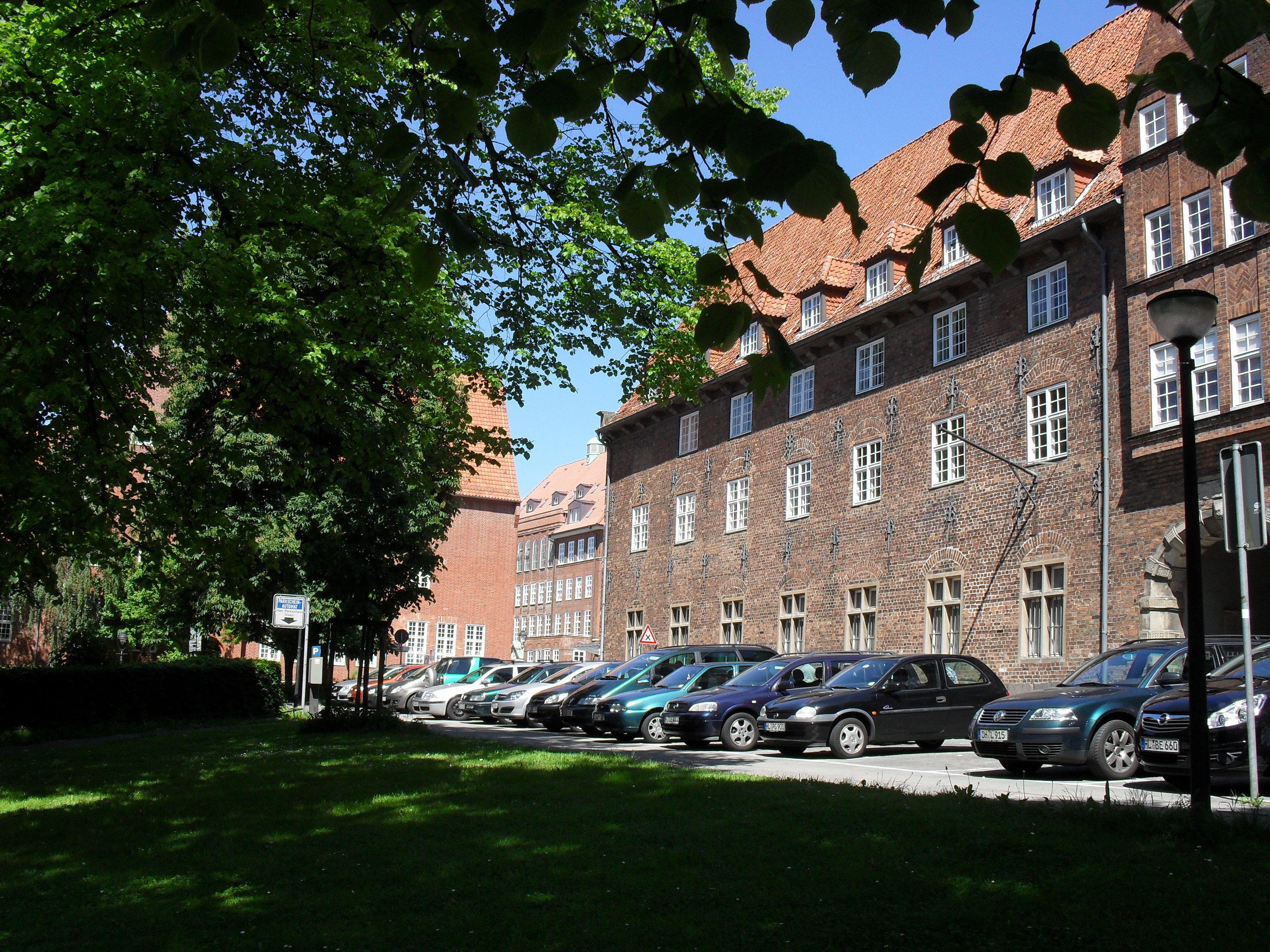
Der Große Bauhof, Ostseite mit Zeughaus

Der Große Bauhof 1910

Der Große Bauhof ist eine Straße der Lübecker Altstadt.

## Lage
Der platzartige Große Bauhof befindet sich im südwestlichen Teil der Altstadtinsel, dem Marien Quartier. Er bildet ein unregelmäßiges Viereck von etwa 80 Metern diagonalem Durchmesser, dessen nördliche Begrenzung die Hartengrube darstellt und das im Süden vom Kleinen Bauhof abgeschlossen wird. Die Ostseite wird komplett von der längsseitigen Fassade des Zeughauses eingenommen. Die Nordost-Ecke des Großen Bauhofs stößt gemeinsam mit der Hartengrube auf das Zusammentreffen von Parade und Domkirchhof, die Südostecke geht unterhalb der Domtürme bei der Einmündung des Kleinen Bauhofs in den Mühlendamm über. An der südwestlichen Ecke mündet die Effengrube in den Großen Bauhof ein.

## Geschichte
Der heutige Große Bauhof wird 1263 erstmals mit dem lateinischen Namen Apud sanctum Nicolaum (Bei St. Nikolaus, also dem Lübecker Dom) urkundlich erwähnt. In der Folgezeit wechselt seine Bezeichnung häufig:
- 1295: Sub monte prope capellam Sancti Johannis (Unterhalb des Hügels bei der St.-Johannes-Kapelle, also St. Johann auf dem Sande)
- 1318: Sub monte Sancti Nicolai (Unterhalb des Hügels von St. Nikolaus)
- 1473: Tegen der Sagekulen over (Gegenüber der Sägekuhle, also dem Ort, an dem Platz, an dem das städtische Bauholz zugesägt wurde)
- 1608: Up St. Johans Barge (Auf dem Berg von St. Johann)
- 1700: Sägekuhle
- 1787: Die Sagekuhl (Die Sägekuhle)

Da der Platz schon seit dem Mittelalter vom benachbarten städtischen Bauhof zum Zerteilen der Baumstämme genutzt wurde, erhielt er bei der amtlichen Benennung 1852 seinen bis heute gültigen Namen.
Die historische Randbebauung des Großen Bauhofs wurde beim Bombenangriff am 29. März 1942 zu etwa drei Vierteln vernichtet, als die brennenden Turmhelme des Doms hinabstürzten und die Häuser zerstörten.

## Bauwerke
- Großer Bauhof 12, Zeughaus: Das 1594 errichtete Renaissance-Zeughaus verfügt über zwei Adressen; der Eingang auf der Nordseite trägt die seltener verwendete Nummer Domkirchhof 10.